# Список населённых пунктов Порховского района

## Городские населённые пункты
- Город Порхов —  13874 человек (XII. 2000 г.)[1], 12263 человек (X.2002 г.), 10608 человек (X. 2010 г.)[2], 10278 человек (I. 2012 г.)[3], 9898 человек (I. 2013 г.)[4] —  городское поселение «Порхов».

## Сельские населённые пункты
Ниже представлен сортируемый (по столбцам) список сельских населённых пунктов Порховского района Псковской области, распределённых по муниципальным образованиям (волостям) с оценками численности населения сельских населённых пунктов на конец 2000 года и по переписи населения 2002 года.
| #   | #   | деревня               | 2000 г., чел. | 2002 г., чел. | волость (сельское поселение) | бывшая волость (до 2005) | бывшая волость (2005-2015) |
| --- | --- | --------------------- | ------------- | ------------- | ---------------------------- | ------------------------ | -------------------------- |
| 1   | 1   | Батино                | 8             | 16            | Дубровенская волость         | Дубровенская волость     | Дубровенская волость       |
| 2   | 2   | Бахуни                | 7             | 12            | Дубровенская волость         | Павская волость          | Павская волость            |
| 3   | 3   | Берёза                | 171           | 156           | Дубровенская волость         | Берёзовская волость      | Павская волость            |
| 4   | 4   | Березня               | 2             | 1             | Дубровенская волость         | Дубровенская волость     | Дубровенская волость       |
| 5   | 5   | Бляницы               | 13            | 7             | Дубровенская волость         | Демянская волость        | Дубровенская волость       |
| 6   | 6   | Большие Павицы        | 16            | 10            | Дубровенская волость         | Павская волость          | Павская волость            |
| 7   | 7   | Бор                   | 5             | 16            | Дубровенская волость         | Дубровенская волость     | Дубровенская волость       |
| 8   | 8   | Борзилец              | 3             | 1             | Дубровенская волость         | Дубровенская волость     | Дубровенская волость       |
| 9   | 9   | Борки                 | 9             | 12            | Дубровенская волость         | Демянская волость        | Дубровенская волость       |
| 10  | 10  | Боркино               | 2             | 1             | Дубровенская волость         | Павская волость          | Павская волость            |
| 11  | 11  | Боровичи              | 281           | 269           | Дубровенская волость         | Демянская волость        | Дубровенская волость       |
| 12  | 12  | Борок                 | 7             | 8             | Дубровенская волость         | Павская волость          | Павская волость            |
| 13  | 13  | Булавино              | 1             | 0             | Дубровенская волость         | Демянская волость        | Дубровенская волость       |
| 14  | 14  | Валуни                | 12            | 11            | Дубровенская волость         | Дубровенская волость     | Дубровенская волость       |
| 15  | 15  | Веретье               | 22            | 16            | Дубровенская волость         | Берёзовская волость      | Павская волость            |
| 16  | 16  | Веретье               | 2             | 5             | Дубровенская волость         | Павская волость          | Павская волость            |
| 17  | 17  | Верхние Горки         | 32            | 38            | Дубровенская волость         | Дубровенская волость     | Дубровенская волость       |
| 18  | 18  | Ветошки               | 1             | 0             | Дубровенская волость         | Дубровенская волость     | Дубровенская волость       |
| 19  | 19  | Вир                   | 3             | 2             | Дубровенская волость         | Демянская волость        | Дубровенская волость       |
| 20  | 20  | Вольная Болотня       | 15            | 20            | Дубровенская волость         | Дубровенская волость     | Дубровенская волость       |
| 21  | 21  | Воробино              | 33            | 42            | Дубровенская волость         | Павская волость          | Павская волость            |
| 22  | 22  | Вошково               | 1             | 10            | Дубровенская волость         | Дубровенская волость     | Дубровенская волость       |
| 23  | 23  | Высоцко               | 9             | 8             | Дубровенская волость         | Павская волость          | Павская волость            |
| 24  | 24  | Вязищи                | 26            | 28            | Дубровенская волость         | Дубровенская волость     | Дубровенская волость       |
| 25  | 25  | Вязки                 | 36            | 44            | Дубровенская волость         | Дубровенская волость     | Дубровенская волость       |
| 26  | 26  | Вязье                 | 6             | 4             | Дубровенская волость         | Павская волость          | Павская волость            |
| 27  | 27  | Гнилицы               | 35            | 28            | Дубровенская волость         | Демянская волость        | Дубровенская волость       |
| 28  | 28  | Гнилки                | 9             | 10            | Дубровенская волость         | Дубровенская волость     | Дубровенская волость       |
| 29  | 29  | Головицы              | 28            | 36            | Дубровенская волость         | Дубровенская волость     | Дубровенская волость       |
| 30  | 30  | Городок               | 26            | 14            | Дубровенская волость         | Берёзовская волость      | Павская волость            |
| 31  | 31  | Готовино              | 62            | 69            | Дубровенская волость         | Дубровенская волость     | Дубровенская волость       |
| 32  | 32  | Гридино               | 42            | 27            | Дубровенская волость         | Берёзовская волость      | Павская волость            |
| 33  | 33  | Губышино              | 9             | 13            | Дубровенская волость         | Дубровенская волость     | Дубровенская волость       |
| 34  | 34  | Гусли                 | 1             | 6             | Дубровенская волость         | Демянская волость        | Дубровенская волость       |
| 35  | 35  | Данилово              | 2             | 4             | Дубровенская волость         | Дубровенская волость     | Дубровенская волость       |
| 36  | 36  | Демешкино             | 16            | 14            | Дубровенская волость         | Демянская волость        | Дубровенская волость       |
| 37  | 37  | Демянка               | 48            | 29            | Дубровенская волость         | Демянская волость        | Дубровенская волость       |
| 38  | 38  | Деревково             | 56            | 60            | Дубровенская волость         | Дубровенская волость     | Дубровенская волость       |
| 39  | 39  | Должицы               | 8             | 7             | Дубровенская волость         | Демянская волость        | Дубровенская волость       |
| 40  | 40  | Дрязженка             | 10            | 12            | Дубровенская волость         | Демянская волость        | Дубровенская волость       |
| 41  | 41  | Дубровно              | 166           | 167           | Дубровенская волость         | Дубровенская волость     | Дубровенская волость       |
| 42  | 42  | Дуброво               | 16            | 17            | Дубровенская волость         | Дубровенская волость     | Дубровенская волость       |
| 43  | 43  | Житово                | 10            | 6             | Дубровенская волость         | Демянская волость        | Дубровенская волость       |
| 44  | 44  | Заболотье             | 32            | 35            | Дубровенская волость         | Дубровенская волость     | Дубровенская волость       |
| 45  | 45  | Заборовье             | 4             | 4             | Дубровенская волость         | Павская волость          | Павская волость            |
| 46  | 46  | Завичье               | 0             | 0             | Дубровенская волость         | Дубровенская волость     | Дубровенская волость       |
| 47  | 47  | Загоска               | 120           | 95            | Дубровенская волость         | Дубровенская волость     | Дубровенская волость       |
| 48  | 48  | Заклинье              | 3             | 2             | Дубровенская волость         | Демянская волость        | Дубровенская волость       |
| 49  | 49  | Заколенье             | 22            | 24            | Дубровенская волость         | Берёзовская волость      | Павская волость            |
| 50  | 50  | Залужье               | 24            | 34            | Дубровенская волость         | Берёзовская волость      | Павская волость            |
| 51  | 51  | Замогилье             | 28            | 19            | Дубровенская волость         | Берёзовская волость      | Павская волость            |
| 52  | 52  | Замошки-1             | 3             | 0             | Дубровенская волость         | Павская волость          | Павская волость            |
| 53  | 53  | Замошки-2             | 24            | 25            | Дубровенская волость         | Павская волость          | Павская волость            |
| 54  | 54  | Замушки               | 6             | 11            | Дубровенская волость         | Дубровенская волость     | Дубровенская волость       |
| 55  | 55  | Замушки               | 35            | 26            | Дубровенская волость         | Берёзовская волость      | Павская волость            |
| 56  | 56  | Замушки-1             | 3             | 2             | Дубровенская волость         | Дубровенская волость     | Дубровенская волость       |
| 57  | 57  | Замушки-2             | 3             | 2             | Дубровенская волость         | Дубровенская волость     | Дубровенская волость       |
| 58  | 58  | Заполье               | 9             | 1             | Дубровенская волость         | Демянская волость        | Дубровенская волость       |
| 59  | 59  | Заполье Косицкое      | 21            | 21            | Дубровенская волость         | Демянская волость        | Дубровенская волость       |
| 60  | 60  | Заполье Речное        | 5             | 13            | Дубровенская волость         | Дубровенская волость     | Дубровенская волость       |
| 61  | 61  | Заречье               | 35            | 42            | Дубровенская волость         | Дубровенская волость     | Дубровенская волость       |
| 62  | 62  | Заречье               | 9             | 13            | Дубровенская волость         | Павская волость          | Павская волость            |
| 63  | 63  | Заходы                | 7             | 6             | Дубровенская волость         | Дубровенская волость     | Дубровенская волость       |
| 64  | 64  | Заходы                | 4             | 3             | Дубровенская волость         | Павская волость          | Павская волость            |
| 65  | 65  | Зачеренье             | 47            | 52            | Дубровенская волость         | Берёзовская волость      | Павская волость            |
| 66  | 66  | Злятино               | 10            | 8             | Дубровенская волость         | Дубровенская волость     | Дубровенская волость       |
| 67  | 67  | Иваньково             | 12            | 13            | Дубровенская волость         | Берёзовская волость      | Павская волость            |
| 68  | 68  | Калиновец             | 2             | 1             | Дубровенская волость         | Берёзовская волость      | Павская волость            |
| 69  | 69  | Киевец                | 8             | 6             | Дубровенская волость         | Демянская волость        | Дубровенская волость       |
| 70  | 70  | Козловичи Верхние     | 0             | 4             | Дубровенская волость         | Демянская волость        | Дубровенская волость       |
| 71  | 71  | Козловичи Нижние      | 9             | 12            | Дубровенская волость         | Демянская волость        | Дубровенская волость       |
| 72  | 72  | Козловичи Средние     | 1             | 2             | Дубровенская волость         | Демянская волость        | Дубровенская волость       |
| 73  | 73  | Козлово               | 14            | 10            | Дубровенская волость         | Демянская волость        | Дубровенская волость       |
| 74  | 74  | Козьян                | 2             | 1             | Дубровенская волость         | Дубровенская волость     | Дубровенская волость       |
| 75  | 75  | Кокорево              | 11            | 3             | Дубровенская волость         | Демянская волость        | Дубровенская волость       |
| 76  | 76  | Коломенка             | 2             | 3             | Дубровенская волость         | Павская волость          | Павская волость            |
| 77  | 77  | Коломно               | 69            | 55            | Дубровенская волость         | Берёзовская волость      | Павская волость            |
| 78  | 78  | Колотилово            | 6             | 8             | Дубровенская волость         | Дубровенская волость     | Дубровенская волость       |
| 79  | 79  | Корчилово             | 13            | 6             | Дубровенская волость         | Демянская волость        | Дубровенская волость       |
| 80  | 80  | Краснодубье           | 28            | 26            | Дубровенская волость         | Берёзовская волость      | Павская волость            |
| 81  | 81  | Кузово                | 38            | 38            | Дубровенская волость         | Дубровенская волость     | Дубровенская волость       |
| 82  | 82  | Кустерско             | 0             | 0             | Дубровенская волость         | Дубровенская волость     | Дубровенская волость       |
| 83  | 83  | Лаз                   | 1             | 0             | Дубровенская волость         | Демянская волость        | Дубровенская волость       |
| 84  | 84  | Лентьево              | 29            | 21            | Дубровенская волость         | Демянская волость        | Дубровенская волость       |
| 85  | 85  | Любовец               | 22            | 18            | Дубровенская волость         | Дубровенская волость     | Дубровенская волость       |
| 86  | 86  | Лютовичи              | 1             | 1             | Дубровенская волость         | Дубровенская волость     | Дубровенская волость       |
| 87  | 87  | Лютоголово            | 12            | 12            | Дубровенская волость         | Дубровенская волость     | Дубровенская волость       |
| 88  | 88  | Малаховка             | 12            | 11            | Дубровенская волость         | Дубровенская волость     | Дубровенская волость       |
| 89  | 89  | Малая Каменка         | 15            | 9             | Дубровенская волость         | Демянская волость        | Дубровенская волость       |
| 90  | 90  | Малые Павицы          | 4             | 9             | Дубровенская волость         | Павская волость          | Павская волость            |
| 91  | 91  | Мануйлово             | 8             | 11            | Дубровенская волость         | Дубровенская волость     | Дубровенская волость       |
| 92  | 92  | Мокрицы               | 12            | 11            | Дубровенская волость         | Берёзовская волость      | Павская волость            |
| 93  | 93  | Морицко               | 46            | 34            | Дубровенская волость         | Берёзовская волость      | Павская волость            |
| 94  | 94  | Невадино              | 12            | 12            | Дубровенская волость         | Демянская волость        | Дубровенская волость       |
| 95  | 95  | Нижние Горки          | 20            | 25            | Дубровенская волость         | Дубровенская волость     | Дубровенская волость       |
| 96  | 96  | Новая Болотня         |               | 0             | Дубровенская волость         | Дубровенская волость     | Дубровенская волость       |
| 97  | 97  | Носково               | 2             | 5             | Дубровенская волость         | Дубровенская волость     | Дубровенская волость       |
| 98  | 98  | Овинец                | 6             | 0             | Дубровенская волость         | Павская волость          | Павская волость            |
| 99  | 99  | Озерцы                | 32            | 34            | Дубровенская волость         | Дубровенская волость     | Дубровенская волость       |
| 100 | 100 | Опоки                 | 65            | 52            | Дубровенская волость         | Демянская волость        | Дубровенская волость       |
| 101 | 101 | Павы, село            | 720           | 797           | Дубровенская волость         | Павская волость          | Павская волость            |
| 102 | 102 | Пески                 | 8             | 16            | Дубровенская волость         | Павская волость          | Павская волость            |
| 103 | 103 | Пески Бороздины       | 14            | 10            | Дубровенская волость         | Демянская волость        | Дубровенская волость       |
| 104 | 104 | Пески Крекшины        | 31            | 34            | Дубровенская волость         | Демянская волость        | Дубровенская волость       |
| 105 | 105 | Пески Оржаны          | 19            | 16            | Дубровенская волость         | Демянская волость        | Дубровенская волость       |
| 106 | 106 | Песчанка              | 61            | 51            | Дубровенская волость         | Берёзовская волость      | Павская волость            |
| 107 | 107 | Поддубье              | 35            | 25            | Дубровенская волость         | Дубровенская волость     | Дубровенская волость       |
| 108 | 108 | Подмошье              | 10            | 11            | Дубровенская волость         | Дубровенская волость     | Дубровенская волость       |
| 109 | 109 | Подоклинье, деревня   | 14            | 16            | Дубровенская волость         | Демянская волость        | Дубровенская волость       |
| 110 | 110 | Подоклинье, село      | 166           | 124           | Дубровенская волость         | Демянская волость        | Дубровенская волость       |
| 111 | 111 | Почепово              | 8             | 8             | Дубровенская волость         | Демянская волость        | Дубровенская волость       |
| 112 | 112 | Прудец                | 2             | 6             | Дубровенская волость         | Берёзовская волость      | Павская волость            |
| 113 | 113 | Путилово              | 20            | 31            | Дубровенская волость         | Дубровенская волость     | Дубровенская волость       |
| 114 | 114 | Пятчино               | 5             | 9             | Дубровенская волость         | Дубровенская волость     | Дубровенская волость       |
| 115 | 115 | Радилово              | 25            | 22            | Дубровенская волость         | Павская волость          | Павская волость            |
| 116 | 116 | Рогачево              | 17            | 11            | Дубровенская волость         | Берёзовская волость      | Павская волость            |
| 117 | 117 | Рык                   | 5             | 11            | Дубровенская волость         | Дубровенская волость     | Дубровенская волость       |
| 118 | 118 | Сивково               | 5             | 3             | Дубровенская волость         | Дубровенская волость     | Дубровенская волость       |
| 119 | 119 | Смена                 | 14            | 14            | Дубровенская волость         | Павская волость          | Павская волость            |
| 120 | 120 | Степерино             | 50            | 57            | Дубровенская волость         | Дубровенская волость     | Дубровенская волость       |
| 121 | 121 | Степково              | 14            | 11            | Дубровенская волость         | Берёзовская волость      | Павская волость            |
| 122 | 122 | Студенец              | 10            | 11            | Дубровенская волость         | Берёзовская волость      | Павская волость            |
| 123 | 123 | Сухлово               | 28            | 20            | Дубровенская волость         | Демянская волость        | Дубровенская волость       |
| 124 | 124 | Теребушино            | 47            | 41            | Дубровенская волость         | Демянская волость        | Дубровенская волость       |
| 125 | 125 | Удоха                 | 158           | 120           | Дубровенская волость         | Демянская волость        | Дубровенская волость       |
| 126 | 126 | Уза                   | 7             | 5             | Дубровенская волость         | Демянская волость        | Дубровенская волость       |
| 127 | 127 | Федово                | 0             | 0             | Дубровенская волость         | Демянская волость        | Дубровенская волость       |
| 128 | 128 | Хохловы Горки         | 12            | 13            | Дубровенская волость         | Дубровенская волость     | Дубровенская волость       |
| 129 | 129 | Червищи               | 55            | 80            | Дубровенская волость         | Павская волость          | Павская волость            |
| 130 | 130 | Шилы                  | 7             | 8             | Дубровенская волость         | Дубровенская волость     | Дубровенская волость       |
| 131 | 131 | Шишняково             | 3             | 3             | Дубровенская волость         | Берёзовская волость      | Павская волость            |
| 132 | 132 | Шляпово               | 2             | 3             | Дубровенская волость         | Дубровенская волость     | Дубровенская волость       |
| 133 | 133 | Ядреево               | 8             | 14            | Дубровенская волость         | Демянская волость        | Дубровенская волость       |
| 134 | 134 | Язовки                | 2             | 2             | Дубровенская волость         | Берёзовская волость      | Павская волость            |
| 135 | 135 | Ямкино                | 7             | 5             | Дубровенская волость         | Дубровенская волость     | Дубровенская волость       |
| 136 | 1   | Александровка         | 3             | 4             | Полонская волость            | Туровская волость        | Красноармейская волость    |
| 137 | 2   | Александровка         | 0             | 0             | Полонская волость            | Полонская волость        | Полонская волость          |
| 138 | 3   | Александрово          | 67            | 60            | Полонская волость            | Логовинская волость      | Логовинская волость        |
| 139 | 4   | Аленино-Захонье       | 23            | 27            | Полонская волость            | Логовинская волость      | Логовинская волость        |
| 140 | 5   | Арбузова Щилинка      | 212           | 184           | Полонская волость            | Полонская волость        | Полонская волость          |
| 141 | 6   | Бараново              |               | 7             | Полонская волость            | Туровская волость        | Красноармейская волость    |
| 142 | 7   | Бельково              | 2             | 1             | Полонская волость            | Полонская волость        | Полонская волость          |
| 143 | 8   | Бельское Устье        | 186           | 271           | Полонская волость            | Туровская волость        | Красноармейская волость    |
| 144 | 9   | Берёзка               | 37            | 37            | Полонская волость            | Полонская волость        | Полонская волость          |
| 145 | 10  | Большая Яровня        | 32            | 26            | Полонская волость            | Логовинская волость      | Логовинская волость        |
| 146 | 11  | Большие Липки         | 44            | 40            | Полонская волость            | Туровская волость        | Красноармейская волость    |
| 147 | 12  | Большие Луки          | 7             | 13            | Полонская волость            | Полонская волость        | Полонская волость          |
| 148 | 13  | Борок                 | 4             | 9             | Полонская волость            | Красноармейская волость  | Красноармейская волость    |
| 149 | 14  | Бортниково            | 5             | 7             | Полонская волость            | Ясенская волость         | Красноармейская волость    |
| 150 | 15  | Буриско               | 10            | 7             | Полонская волость            | Логовинская волость      | Логовинская волость        |
| 151 | 16  | Быстро                | 42            | 31            | Полонская волость            | Ясенская волость         | Красноармейская волость    |
| 152 | 17  | Великое Село          | 8             | 7             | Полонская волость            | Логовинская волость      | Логовинская волость        |
| 153 | 18  | Великуши              | 19            | 14            | Полонская волость            | Логовинская волость      | Логовинская волость        |
| 154 | 19  | Вельяк                | 9             | 11            | Полонская волость            | Логовинская волость      | Логовинская волость        |
| 155 | 20  | Веретье               | 3             | 5             | Полонская волость            | Красноармейская волость  | Красноармейская волость    |
| 156 | 21  | Волышево              | 528           | 502           | Полонская волость            | Логовинская волость      | Логовинская волость        |
| 157 | 22  | Воронцово             | 1             | 3             | Полонская волость            | Полонская волость        | Полонская волость          |
| 158 | 23  | Воротницы             | 15            | 12            | Полонская волость            | Туровская волость        | Красноармейская волость    |
| 159 | 24  | Гойкино               | 9             | 14            | Полонская волость            | Полонская волость        | Полонская волость          |
| 160 | 25  | Голово                | 17            | 9             | Полонская волость            | Туровская волость        | Красноармейская волость    |
| 161 | 26  | Горелицы              | 1             | 4             | Полонская волость            | Красноармейская волость  | Красноармейская волость    |
| 162 | 27  | Горки                 |               | 0             | Полонская волость            | Туровская волость        | Красноармейская волость    |
| 163 | 28  | Горная Яровня         | 22            | 23            | Полонская волость            | Логовинская волость      | Логовинская волость        |
| 164 | 29  | Городок               | 7             | 12            | Полонская волость            | Полонская волость        | Полонская волость          |
| 165 | 30  | Горомулино            | 1             | 10            | Полонская волость            | Логовинская волость      | Логовинская волость        |
| 166 | 31  | Горушка               | 2             | 2             | Полонская волость            | Туровская волость        | Красноармейская волость    |
| 167 | 32  | Гречушанка            | 1             | 5             | Полонская волость            | Ясенская волость         | Красноармейская волость    |
| 168 | 33  | Гузилово              | 6             | 7             | Полонская волость            | Логовинская волость      | Логовинская волость        |
| 169 | 34  | Гучено                | 5             | 11            | Полонская волость            | Логовинская волость      | Логовинская волость        |
| 170 | 35  | Дворище               | 5             | 5             | Полонская волость            | Красноармейская волость  | Красноармейская волость    |
| 171 | 36  | Демьяново             | 13            | 13            | Полонская волость            | Туровская волость        | Красноармейская волость    |
| 172 | 37  | Долгое Поле           | 1             | 2             | Полонская волость            | Ясенская волость         | Красноармейская волость    |
| 173 | 38  | Дорогини              | 24            | 16            | Полонская волость            | Логовинская волость      | Логовинская волость        |
| 174 | 39  | Евановичи             | 6             | 5             | Полонская волость            | Ясенская волость         | Красноармейская волость    |
| 175 | 40  | Жарки                 | 12            | 10            | Полонская волость            | Туровская волость        | Красноармейская волость    |
| 176 | 41  | Жидовичи              | 12            | 5             | Полонская волость            | Ясенская волость         | Красноармейская волость    |
| 177 | 42  | Залужье               | 82            | 69            | Полонская волость            | Туровская волость        | Красноармейская волость    |
| 178 | 43  | Замосовье             | 0             | 0             | Полонская волость            | Полонская волость        | Полонская волость          |
| 179 | 44  | Замушки               | 2             | 5             | Полонская волость            | Красноармейская волость  | Красноармейская волость    |
| 180 | 45  | Заполье               | 4             | 4             | Полонская волость            | Логовинская волость      | Логовинская волость        |
| 181 | 46  | Заполянье             | 23            | 9             | Полонская волость            | Полонская волость        | Полонская волость          |
| 182 | 47  | Затишье               | 3             | 5             | Полонская волость            | Красноармейская волость  | Красноармейская волость    |
| 183 | 48  | Захарево              | 5             | 3             | Полонская волость            | Логовинская волость      | Логовинская волость        |
| 184 | 49  | Заходы                | 6             | 3             | Полонская волость            | Красноармейская волость  | Красноармейская волость    |
| 185 | 50  | Зеленково             | 2             | 4             | Полонская волость            | Логовинская волость      | Логовинская волость        |
| 186 | 51  | Ильино                | 10            | 7             | Полонская волость            | Красноармейская волость  | Красноармейская волость    |
| 187 | 52  | Исаково               | 14            | 8             | Полонская волость            | Логовинская волость      | Логовинская волость        |
| 188 | 53  | Каменка               | 0             | 0             | Полонская волость            | Полонская волость        | Полонская волость          |
| 189 | 54  | Карачуницы            | 16            | 17            | Полонская волость            | Красноармейская волость  | Красноармейская волость    |
| 190 | 55  | Качалово-Каменка      | 9             | 8             | Полонская волость            | Логовинская волость      | Логовинская волость        |
| 191 | 56  | Качурицы              | 33            | 22            | Полонская волость            | Ясенская волость         | Красноармейская волость    |
| 192 | 57  | Киевка                | 11            | 13            | Полонская волость            | Красноармейская волость  | Красноармейская волость    |
| 193 | 58  | Козоногово            | 1             | 2             | Полонская волость            | Ясенская волость         | Красноармейская волость    |
| 194 | 59  | Коковкино             | 7             | 5             | Полонская волость            | Туровская волость        | Красноармейская волость    |
| 195 | 60  | Колода                | 3             | 1             | Полонская волость            | Ясенская волость         | Красноармейская волость    |
| 196 | 61  | Красная Горка         | 3             | 3             | Полонская волость            | Логовинская волость      | Логовинская волость        |
| 197 | 62  | Красный Бор           | 28            | 15            | Полонская волость            | Красноармейская волость  | Красноармейская волость    |
| 198 | 63  | Кшоты                 | 8             | 2             | Полонская волость            | Туровская волость        | Красноармейская волость    |
| 199 | 64  | Летохино              | 3             | 1             | Полонская волость            | Ясенская волость         | Красноармейская волость    |
| 200 | 65  | Липотяги              | 51            | 1             | Полонская волость            | Красноармейская волость  | Красноармейская волость    |
| 201 | 66  | Лисье                 | 5             | 5             | Полонская волость            | Логовинская волость      | Логовинская волость        |
| 202 | 67  | Логовино              | 459           | 399           | Полонская волость            | Логовинская волость      | Логовинская волость        |
| 203 | 68  | Лутково               | 23            | 27            | Полонская волость            | Логовинская волость      | Логовинская волость        |
| 204 | 69  | Любасницы             | 3             | 2             | Полонская волость            | Туровская волость        | Красноармейская волость    |
| 205 | 70  | Любоежа               | 9             | 2             | Полонская волость            | Полонская волость        | Полонская волость          |
| 206 | 71  | Максаков Бор          | 128           | 109           | Полонская волость            | Логовинская волость      | Логовинская волость        |
| 207 | 72  | Малая Яровня          | 8             | 3             | Полонская волость            | Логовинская волость      | Логовинская волость        |
| 208 | 73  | Малитино              | 24            | 39            | Полонская волость            | Туровская волость        | Красноармейская волость    |
| 209 | 74  | Малые Липки           | 6             | 7             | Полонская волость            | Туровская волость        | Красноармейская волость    |
| 210 | 75  | Мехи                  | 12            | 7             | Полонская волость            | Логовинская волость      | Логовинская волость        |
| 211 | 76  | Могилево              | 48            | 44            | Полонская волость            | Логовинская волость      | Логовинская волость        |
| 212 | 77  | Молоди                | 12            | 17            | Полонская волость            | Полонская волость        | Полонская волость          |
| 213 | 78  | Молодошково           | 7             | 11            | Полонская волость            | Туровская волость        | Красноармейская волость    |
| 214 | 79  | Моржовино             | 6             | 0             | Полонская волость            | Полонская волость        | Полонская волость          |
| 215 | 80  | Недажино              | 0             | 0             | Полонская волость            | Полонская волость        | Полонская волость          |
| 216 | 81  | Нестрино              | 146           | 139           | Полонская волость            | Красноармейская волость  | Красноармейская волость    |
| 217 | 82  | Новая Каменка         | 2             | 4             | Полонская волость            | Логовинская волость      | Логовинская волость        |
| 218 | 83  | Новопетровское        | 6             | 6             | Полонская волость            | Туровская волость        | Красноармейская волость    |
| 219 | 84  | Новые Буриги          | 13            | 16            | Полонская волость            | Полонская волость        | Полонская волость          |
| 220 | 85  | Олтухово              | 6             | 6             | Полонская волость            | Логовинская волость      | Логовинская волость        |
| 221 | 86  | Опочно                | 20            | 9             | Полонская волость            | Красноармейская волость  | Красноармейская волость    |
| 222 | 87  | Осечище               | 15            | 22            | Полонская волость            | Красноармейская волость  | Красноармейская волость    |
| 223 | 88  | Острицы               | 0             | 0             | Полонская волость            | Полонская волость        | Полонская волость          |
| 224 | 89  | Острова               | 20            | 27            | Полонская волость            | Полонская волость        | Полонская волость          |
| 225 | 90  | Пальцево              | 23            | 20            | Полонская волость            | Логовинская волость      | Логовинская волость        |
| 226 | 91  | Паникша               | 71            | 66            | Полонская волость            | Полонская волость        | Полонская волость          |
| 227 | 92  | Патокино              | 20            | 19            | Полонская волость            | Логовинская волость      | Логовинская волость        |
| 228 | 93  | Пестово               | 0             | 0             | Полонская волость            | Красноармейская волость  | Красноармейская волость    |
| 229 | 94  | Плосково              | 1             | 0             | Полонская волость            | Ясенская волость         | Красноармейская волость    |
| 230 | 95  | Плотишно              | 3             | 9             | Полонская волость            | Логовинская волость      | Логовинская волость        |
| 231 | 96  | Поддубье              | 20            | 16            | Полонская волость            | Полонская волость        | Полонская волость          |
| 232 | 97  | Полоное               | 2126          | 1819          | Полонская волость            | Полонская волость        | Полонская волость          |
| 233 | 98  | Поляны                | 2             | 1             | Полонская волость            | Красноармейская волость  | Красноармейская волость    |
| 234 | 99  | Попадинка             | 566           | 543           | Полонская волость            | Красноармейская волость  | Красноармейская волость    |
| 235 | 100 | Пруссы                | 22            | 25            | Полонская волость            | Логовинская волость      | Логовинская волость        |
| 236 | 101 | Пугано                | 11            | 7             | Полонская волость            | Логовинская волость      | Логовинская волость        |
| 237 | 102 | Раково                | 43            | 35            | Полонская волость            | Логовинская волость      | Логовинская волость        |
| 238 | 103 | Рисково               | 6             | 8             | Полонская волость            | Туровская волость        | Красноармейская волость    |
| 239 | 104 | Ростани               | 13            | 13            | Полонская волость            | Полонская волость        | Полонская волость          |
| 240 | 105 | Рытицы                | 1             | 13            | Полонская волость            | Красноармейская волость  | Красноармейская волость    |
| 241 | 106 | Свиная Горка          | 16            | 1             | Полонская волость            | Логовинская волость      | Логовинская волость        |
| 242 | 107 | Селище                | 42            | 41            | Полонская волость            | Красноармейская волость  | Красноармейская волость    |
| 243 | 108 | Славницы              | 10            | 12            | Полонская волость            | Туровская волость        | Красноармейская волость    |
| 244 | 109 | Смоленец              | 12            | 16            | Полонская волость            | Полонская волость        | Полонская волость          |
| 245 | 110 | Сопка                 | 3             | 6             | Полонская волость            | Полонская волость        | Полонская волость          |
| 246 | 111 | Сопша                 | 10            | 7             | Полонская волость            | Логовинская волость      | Логовинская волость        |
| 247 | 112 | Сосновый Бор          | 127           | 106           | Полонская волость            | Красноармейская волость  | Красноармейская волость    |
| 248 | 113 | Старище               | 17            | 7             | Полонская волость            | Полонская волость        | Полонская волость          |
| 249 | 114 | Старые Буриги         | 41            | 27            | Полонская волость            | Полонская волость        | Полонская волость          |
| 250 | 115 | Страшницы             | 11            | 20            | Полонская волость            | Красноармейская волость  | Красноармейская волость    |
| 251 | 116 | Струково              | 9             | 9             | Полонская волость            | Логовинская волость      | Логовинская волость        |
| 252 | 117 | Тимоново              | 6             | 7             | Полонская волость            | Туровская волость        | Красноармейская волость    |
| 253 | 118 | Тишенка               | 7             | 3             | Полонская волость            | Логовинская волость      | Логовинская волость        |
| 254 | 119 | Тосныборки            | 49            | 33            | Полонская волость            | Красноармейская волость  | Красноармейская волость    |
| 255 | 120 | Требеха               | 79            | 74            | Полонская волость            | Красноармейская волость  | Красноармейская волость    |
| 256 | 121 | Требешница            | 16            | 14            | Полонская волость            | Красноармейская волость  | Красноармейская волость    |
| 257 | 122 | Тригорша              | 26            | 18            | Полонская волость            | Полонская волость        | Полонская волость          |
| 258 | 123 | Турово                | 63            | 57            | Полонская волость            | Туровская волость        | Красноармейская волость    |
| 259 | 124 | Углы                  | 8             | 5             | Полонская волость            | Туровская волость        | Красноармейская волость    |
| 260 | 125 | Уза                   | 0             | 0             | Полонская волость            | Логовинская волость      | Логовинская волость        |
| 261 | 126 | Узлово                | 14            | 13            | Полонская волость            | Туровская волость        | Красноармейская волость    |
| 262 | 127 | Укреть                | 4             | 5             | Полонская волость            | Ясенская волость         | Красноармейская волость    |
| 263 | 128 | Федково               | 35            | 41            | Полонская волость            | Красноармейская волость  | Красноармейская волость    |
| 264 | 129 | Федотино              | 11            | 8             | Полонская волость            | Туровская волость        | Красноармейская волость    |
| 265 | 130 | Фомкина Гора          | 24            | 18            | Полонская волость            | Ясенская волость         | Красноармейская волость    |
| 266 | 131 | Фролово               | 9             | 17            | Полонская волость            | Красноармейская волость  | Красноармейская волость    |
| 267 | 132 | Холомки               | 64            | 75            | Полонская волость            | Туровская волость        | Красноармейская волость    |
| 268 | 133 | Хрычково              | 28            | 33            | Полонская волость            | Полонская волость        | Полонская волость          |
| 269 | 134 | Чернея                | 7             | 8             | Полонская волость            | Логовинская волость      | Логовинская волость        |
| 270 | 135 | Черное-Захонье        | 32            | 26            | Полонская волость            | Туровская волость        | Красноармейская волость    |
| 271 | 136 | Черноречье            | 5             | 5             | Полонская волость            | Логовинская волость      | Логовинская волость        |
| 272 | 137 | Шевницы               | 20            | 19            | Полонская волость            | Туровская волость        | Красноармейская волость    |
| 273 | 138 | Шилово                | 1             | 0             | Полонская волость            | Красноармейская волость  | Красноармейская волость    |
| 274 | 139 | Щенец                 | 19            | 12            | Полонская волость            | Логовинская волость      | Логовинская волость        |
| 275 | 140 | Щерепицы              | 42            | 34            | Полонская волость            | Ясенская волость         | Красноармейская волость    |
| 276 | 141 | Язвище                | 6             | 11            | Полонская волость            | Туровская волость        | Красноармейская волость    |
| 277 | 142 | Ясно                  | 216           | 166           | Полонская волость            | Ясенская волость         | Красноармейская волость    |
| 278 | 1   | Авчух                 | 31            | 24            | Славковская волость          | Славковская волость      | Славковская волость        |
| 279 | 2   | Адамово               | 14            | 13            | Славковская волость          | Митрофановская волость   | Славковская волость        |
| 280 | 3   | Ажово                 | 9             | 5             | Славковская волость          | Верхнемостская волость   | Верхнемостская волость     |
| 281 | 4   | Амосово               | 12            | 10            | Славковская волость          | Верхнемостская волость   | Верхнемостская волость     |
| 282 | 5   | Барахоловка           | 10            | 6             | Славковская волость          | Митрофановская волость   | Славковская волость        |
| 283 | 6   | Барашково             | 2             | 1             | Славковская волость          | Зареченская волость      | Туготинская волость        |
| 284 | 7   | Бдюхи                 | 13            | 11            | Славковская волость          | Верхнемостская волость   | Верхнемостская волость     |
| 285 | 8   | Беклешово             | 10            | 6             | Славковская волость          | Верхнемостская волость   | Верхнемостская волость     |
| 286 | 9   | Бердово               | 35            | 20            | Славковская волость          | Славковская волость      | Славковская волость        |
| 287 | 10  | Березико              | 5             | 3             | Славковская волость          | Верхнемостская волость   | Верхнемостская волость     |
| 288 | 11  | Болоты                | 23            | 20            | Славковская волость          | Туготинская волость      | Туготинская волость        |
| 289 | 12  | Большая Горушка       | 12            | 11            | Славковская волость          | Гальчихинская волость    | Славковская волость        |
| 290 | 13  | Большая Каменка       | 6             | 4             | Славковская волость          | Митрофановская волость   | Славковская волость        |
| 291 | 14  | Большие Заходы        | 5             | 2             | Славковская волость          | Славковская волость      | Славковская волость        |
| 292 | 15  | Большие Пети          | 61            | 54            | Славковская волость          | Славковская волость      | Славковская волость        |
| 293 | 16  | Большое Заборовье     | 28            | 18            | Славковская волость          | Славковская волость      | Славковская волость        |
| 294 | 17  | Большое Петрово       | 22            | 15            | Славковская волость          | Славковская волость      | Славковская волость        |
| 295 | 18  | Большой Волочек       | 20            | 23            | Славковская волость          | Славковская волость      | Славковская волость        |
| 296 | 19  | Борисово              | 0             | 0             | Славковская волость          | Верхнемостская волость   | Верхнемостская волость     |
| 297 | 20  | Борисы                | 2             | 2             | Славковская волость          | Верхнемостская волость   | Верхнемостская волость     |
| 298 | 21  | Боровики              | 30            | 26            | Славковская волость          | Славковская волость      | Славковская волость        |
| 299 | 22  | Боровичи              | 5             | 5             | Славковская волость          | Туготинская волость      | Туготинская волость        |
| 300 | 23  | Борок                 | 10            | 8             | Славковская волость          | Верхнемостская волость   | Верхнемостская волость     |
| 301 | 24  | Борок                 | 45            | 41            | Славковская волость          | Гальчихинская волость    | Славковская волость        |
| 302 | 25  | Бочкино               | 6             | 5             | Славковская волость          | Верхнемостская волость   | Верхнемостская волость     |
| 303 | 26  | Бродовичи             | 162           | 139           | Славковская волость          | Луковищенская волость    | Туготинская волость        |
| 304 | 27  | Брудово               | 9             | 13            | Славковская волость          | Луковищенская волость    | Туготинская волость        |
| 305 | 28  | Бубнево (Бубнево 1-е) | 11            | 11            | Славковская волость          | Верхнемостская волость   | Верхнемостская волость     |
| 306 | 29  | Бубнево (Бубнево 2-е) | 0             | 0             | Славковская волость          | Верхнемостская волость   | Верхнемостская волость     |
| 307 | 30  | Бухары                | 15            | 18            | Славковская волость          | Митрофановская волость   | Славковская волость        |
| 308 | 31  | Быково                | 1             | 1             | Славковская волость          | Верхнемостская волость   | Верхнемостская волость     |
| 309 | 32  | Векшино               | 9             | 8             | Славковская волость          | Митрофановская волость   | Славковская волость        |
| 310 | 33  | Веретени              | 24            | 14            | Славковская волость          | Туготинская волость      | Туготинская волость        |
| 311 | 34  | Веретье               | 20            | 19            | Славковская волость          | Зареченская волость      | Туготинская волость        |
| 312 | 35  | Верхний Мост          | 494           | 459           | Славковская волость          | Верхнемостская волость   | Верхнемостская волость     |
| 313 | 36  | Веснино               | 4             | 8             | Славковская волость          | Туготинская волость      | Туготинская волость        |
| 314 | 37  | Воробьево             | 3             | 0             | Славковская волость          | Луковищенская волость    | Туготинская волость        |
| 315 | 38  | Воробьево             | 9             | 6             | Славковская волость          | Верхнемостская волость   | Верхнемостская волость     |
| 316 | 39  | Выставка              | 21            | 12            | Славковская волость          | Верхнемостская волость   | Верхнемостская волость     |
| 317 | 40  | Вышино                | 2             | 4             | Славковская волость          | Славковская волость      | Славковская волость        |
| 318 | 41  | Вячок                 | 3             | 0             | Славковская волость          | Туготинская волость      | Туготинская волость        |
| 319 | 42  | Гальчиха              | 19            | 9             | Славковская волость          | Гальчихинская волость    | Славковская волость        |
| 320 | 43  | Гахново               | 7             | 6             | Славковская волость          | Луковищенская волость    | Туготинская волость        |
| 321 | 44  | Гверстно              | 15            | 21            | Славковская волость          | Славковская волость      | Славковская волость        |
| 322 | 45  | Гвоздно               | 23            | 26            | Славковская волость          | Зареченская волость      | Туготинская волость        |
| 323 | 46  | Глухой Погост         | 1             | 3             | Славковская волость          | Верхнемостская волость   | Верхнемостская волость     |
| 324 | 47  | Гнилицы               | 10            | 9             | Славковская волость          | Славковская волость      | Славковская волость        |
| 325 | 48  | Голованы              | 1             | 0             | Славковская волость          | Митрофановская волость   | Славковская волость        |
| 326 | 49  | Голубево              | 10            | 4             | Славковская волость          | Славковская волость      | Славковская волость        |
| 327 | 50  | Голубеницы            | 2             | 0             | Славковская волость          | Митрофановская волость   | Славковская волость        |
| 328 | 51  | Гора                  | 110           | 87            | Славковская волость          | Верхнемостская волость   | Верхнемостская волость     |
| 329 | 52  | Гордеево              | 2             | 1             | Славковская волость          | Гальчихинская волость    | Славковская волость        |
| 330 | 53  | Гороватка             | 24            | 0             | Славковская волость          | Митрофановская волость   | Славковская волость        |
| 331 | 54  | Горушка               |               |               | Славковская волость          |                          | Туготинская волость        |
| 332 | 55  | Горшаны               | 54            | 47            | Славковская волость          | Верхнемостская волость   | Верхнемостская волость     |
| 333 | 56  | Горяче-Быстро         | 4             | 5             | Славковская волость          | Верхнемостская волость   | Верхнемостская волость     |
| 334 | 57  | Гостено               | 1             | 2             | Славковская волость          | Зареченская волость      | Туготинская волость        |
| 335 | 58  | Гудово                | 8             | 9             | Славковская волость          | Верхнемостская волость   | Верхнемостская волость     |
| 336 | 59  | Данилкино             | 6             | 2             | Славковская волость          | Верхнемостская волость   | Верхнемостская волость     |
| 337 | 60  | Девонисово            | 9             | 7             | Славковская волость          | Верхнемостская волость   | Верхнемостская волость     |
| 338 | 61  | Деменино              | 15            | 15            | Славковская волость          | Верхнемостская волость   | Верхнемостская волость     |
| 339 | 62  | Демяхово              | 11            | 8             | Славковская волость          | Митрофановская волость   | Славковская волость        |
| 340 | 63  | Детково               | 17            | 10            | Славковская волость          | Зареченская волость      | Туготинская волость        |
| 341 | 64  | Деяшково              | 17            | 15            | Славковская волость          | Верхнемостская волость   | Верхнемостская волость     |
| 342 | 65  | Доброе Поле           | 11            | 9             | Славковская волость          | Верхнемостская волость   | Верхнемостская волость     |
| 343 | 66  | Докатово              | 6             | 7             | Славковская волость          | Верхнемостская волость   | Верхнемостская волость     |
| 344 | 67  | Долганы               | 18            | 15            | Славковская волость          | Митрофановская волость   | Славковская волость        |
| 345 | 68  | Дубня                 | 32            | 32            | Славковская волость          | Зареченская волость      | Туготинская волость        |
| 346 | 69  | Дубско                | 7             | 6             | Славковская волость          | Туготинская волость      | Туготинская волость        |
| 347 | 70  | Дубье                 | 3             | 5             | Славковская волость          | Луковищенская волость    | Туготинская волость        |
| 348 | 71  | Дымово                | 5             | 4             | Славковская волость          | Верхнемостская волость   | Верхнемостская волость     |
| 349 | 72  | Дятелицы              | 7             | 11            | Славковская волость          | Верхнемостская волость   | Верхнемостская волость     |
| 350 | 73  | Дятлово               | 3             | 4             | Славковская волость          | Верхнемостская волость   | Верхнемостская волость     |
| 351 | 74  | Елицы                 | 6             | 4             | Славковская волость          | Верхнемостская волость   | Верхнемостская волость     |
| 352 | 75  | Епимахово             | 2             | 1             | Славковская волость          | Митрофановская волость   | Славковская волость        |
| 353 | 76  | Жаборы                | 33            | 45            | Славковская волость          | Туготинская волость      | Туготинская волость        |
| 354 | 77  | Жателы                | 24            | 11            | Славковская волость          | Зареченская волость      | Туготинская волость        |
| 355 | 78  | Жгилёво               | 47            | 29            | Славковская волость          | Митрофановская волость   | Славковская волость        |
| 356 | 79  | Жегово                | 2             | 0             | Славковская волость          | Гальчихинская волость    | Славковская волость        |
| 357 | 80  | Желавкино             | 2             | 1             | Славковская волость          | Верхнемостская волость   | Верхнемостская волость     |
| 358 | 81  | Железная Гора         | 13            | 13            | Славковская волость          | Верхнемостская волость   | Верхнемостская волость     |
| 359 | 82  | Железно               | 11            | 11            | Славковская волость          | Туготинская волость      | Туготинская волость        |
| 360 | 83  | Желны                 | 4             | 4             | Славковская волость          | Митрофановская волость   | Славковская волость        |
| 361 | 84  | Заборечье             | 7             | 4             | Славковская волость          | Верхнемостская волость   | Верхнемостская волость     |
| 362 | 85  | Заборовье             | 9             | 12            | Славковская волость          | Гальчихинская волость    | Славковская волость        |
| 363 | 86  | Загорье               | 11            | 18            | Славковская волость          | Туготинская волость      | Туготинская волость        |
| 364 | 87  | Загрязье              | 5             | 6             | Славковская волость          | Гальчихинская волость    | Славковская волость        |
| 365 | 88  | Загубниково           | 2             | 3             | Славковская волость          | Верхнемостская волость   | Верхнемостская волость     |
| 366 | 89  | Замошье               | 7             | 10            | Славковская волость          | Славковская волость      | Славковская волость        |
| 367 | 90  | Заозерье              | 20            | 15            | Славковская волость          | Зареченская волость      | Туготинская волость        |
| 368 | 91  | Заольшаг              | 34            | 33            | Славковская волость          | Туготинская волость      | Туготинская волость        |
| 369 | 92  | Запоженье             | 5             | 4             | Славковская волость          | Гальчихинская волость    | Славковская волость        |
| 370 | 93  | Заполье               | 14            | 9             | Славковская волость          | Славковская волость      | Славковская волость        |
| 371 | 94  | Заречье               | 9             | 10            | Славковская волость          | Зареченская волость      | Туготинская волость        |
| 372 | 95  | Заручевье             | 1             | 3             | Славковская волость          | Луковищенская волость    | Туготинская волость        |
| 373 | 96  | Застружье             | 14            | 14            | Славковская волость          | Славковская волость      | Славковская волость        |
| 374 | 97  | Зеленино              | 2             | 1             | Славковская волость          | Верхнемостская волость   | Верхнемостская волость     |
| 375 | 98  | Золотухино            | 0             | 0             | Славковская волость          | Верхнемостская волость   | Верхнемостская волость     |
| 376 | 99  | Зори                  | 6             | 5             | Славковская волость          | Митрофановская волость   | Славковская волость        |
| 377 | 100 | Ильинско              | 4             | 3             | Славковская волость          | Верхнемостская волость   | Верхнемостская волость     |
| 378 | 101 | Индеево               | 11            | 8             | Славковская волость          | Верхнемостская волость   | Верхнемостская волость     |
| 379 | 102 | Кадовщина             | 13            | 7             | Славковская волость          | Славковская волость      | Славковская волость        |
| 380 | 103 | Калиницы              | 2             | 2             | Славковская волость          | Митрофановская волость   | Славковская волость        |
| 381 | 104 | Каменка               | 6             | 3             | Славковская волость          | Митрофановская волость   | Славковская волость        |
| 382 | 105 | Каменка               | 13            | 10            | Славковская волость          | Зареченская волость      | Туготинская волость        |
| 383 | 106 | Капустино             | 34            | 29            | Славковская волость          | Славковская волость      | Славковская волость        |
| 384 | 107 | Карпино               | 9             | 12            | Славковская волость          | Славковская волость      | Славковская волость        |
| 385 | 108 | Картошино             | 12            | 9             | Славковская волость          | Верхнемостская волость   | Верхнемостская волость     |
| 386 | 109 | Кашанки               | 2             | 0             | Славковская волость          | Митрофановская волость   | Славковская волость        |
| 387 | 110 | Кашено                | 0             | 0             | Славковская волость          | Луковищенская волость    | Туготинская волость        |
| 388 | 111 | Кириллово             | 16            | 13            | Славковская волость          | Славковская волость      | Славковская волость        |
| 389 | 112 | Климово               | 25            | 22            | Славковская волость          | Верхнемостская волость   | Верхнемостская волость     |
| 390 | 113 | Клин                  | 11            | 13            | Славковская волость          | Туготинская волость      | Туготинская волость        |
| 391 | 114 | Клубово               | 30            | 21            | Славковская волость          | Гальчихинская волость    | Славковская волость        |
| 392 | 115 | Козибор               | 45            | 27            | Славковская волость          | Славковская волость      | Славковская волость        |
| 393 | 116 | Комарово              | 2             | 2             | Славковская волость          | Гальчихинская волость    | Славковская волость        |
| 394 | 117 | Кондратово            | 21            | 17            | Славковская волость          | Верхнемостская волость   | Верхнемостская волость     |
| 395 | 118 | Копыловка             | 15            | 20            | Славковская волость          | Зареченская волость      | Туготинская волость        |
| 396 | 119 | Корж                  | 51            | 55            | Славковская волость          | Туготинская волость      | Туготинская волость        |
| 397 | 120 | Корсино               | 0             | 0             | Славковская волость          | Митрофановская волость   | Славковская волость        |
| 398 | 121 | Косыгина Гора         | 12            | 9             | Славковская волость          | Славковская волость      | Славковская волость        |
| 399 | 122 | Кракотино             | 11            | 4             | Славковская волость          | Митрофановская волость   | Славковская волость        |
| 400 | 123 | Красики               | 11            | 12            | Славковская волость          | Верхнемостская волость   | Верхнемостская волость     |
| 401 | 124 | Красное Сосонье       | 8             | 6             | Славковская волость          | Митрофановская волость   | Славковская волость        |
| 402 | 125 | Крекшино              | 17            | 15            | Славковская волость          | Луковищенская волость    | Туготинская волость        |
| 403 | 126 | Кривоселково          | 1             | 3             | Славковская волость          | Верхнемостская волость   | Верхнемостская волость     |
| 404 | 127 | Кривоселово           | 32            | 22            | Славковская волость          | Туготинская волость      | Туготинская волость        |
| 405 | 128 | Кротово               | 9             | 8             | Славковская волость          | Верхнемостская волость   | Верхнемостская волость     |
| 406 | 129 | Крутец                | 5             | 2             | Славковская волость          | Верхнемостская волость   | Верхнемостская волость     |
| 407 | 130 | Крюково               | 51            | 49            | Славковская волость          | Славковская волость      | Славковская волость        |
| 408 | 131 | Крючки                | 0             | 1             | Славковская волость          | Митрофановская волость   | Славковская волость        |
| 409 | 132 | Кувекалицы            | 2             | 2             | Славковская волость          | Верхнемостская волость   | Верхнемостская волость     |
| 410 | 133 | Кузнецы               | 11            | 9             | Славковская волость          | Митрофановская волость   | Славковская волость        |
| 411 | 134 | Курцево               | 4             | 3             | Славковская волость          | Митрофановская волость   | Славковская волость        |
| 412 | 135 | Лабухино              | 1             | 0             | Славковская волость          | Митрофановская волость   | Славковская волость        |
| 413 | 136 | Лаврово               | 10            | 10            | Славковская волость          | Гальчихинская волость    | Славковская волость        |
| 414 | 137 | Ладово                | 15            | 9             | Славковская волость          | Верхнемостская волость   | Верхнемостская волость     |
| 415 | 138 | Ладыгино              | 2             | 5             | Славковская волость          | Митрофановская волость   | Славковская волость        |
| 416 | 139 | Лашково               | 9             | 6             | Славковская волость          | Митрофановская волость   | Славковская волость        |
| 417 | 140 | Лашково               | 0             | 1             | Славковская волость          | Луковищенская волость    | Туготинская волость        |
| 418 | 141 | Лог                   | 11            | 12            | Славковская волость          | Славковская волость      | Славковская волость        |
| 419 | 142 | Ломы                  | 8             | 9             | Славковская волость          | Славковская волость      | Славковская волость        |
| 420 | 143 | Ломы-Отделение        | 5             | 6             | Славковская волость          | Славковская волость      | Славковская волость        |
| 421 | 144 | Луг                   | 41            | 41            | Славковская волость          | Славковская волость      | Славковская волость        |
| 422 | 145 | Лужок                 | 2             | 4             | Славковская волость          | Туготинская волость      | Туготинская волость        |
| 423 | 146 | Лукино                | 4             | 6             | Славковская волость          | Верхнемостская волость   | Верхнемостская волость     |
| 424 | 147 | Лунёво                | 3             | 3             | Славковская волость          | Туготинская волость      | Туготинская волость        |
| 425 | 148 | Лютые Болоты          | 225           | 225           | Славковская волость          | Гальчихинская волость    | Славковская волость        |
| 426 | 149 | Лягушица              | 2             | 1             | Славковская волость          | Митрофановская волость   | Славковская волость        |
| 427 | 150 | Лядно                 | 18            | 15            | Славковская волость          | Зареченская волость      | Туготинская волость        |
| 428 | 151 | Малая Горушка         | 4             | 2             | Славковская волость          | Гальчихинская волость    | Славковская волость        |
| 429 | 152 | Малая Каменка         | 7             | 9             | Славковская волость          | Митрофановская волость   | Славковская волость        |
| 430 | 153 | Малая Махновочка      | 0             | 0             | Славковская волость          | Митрофановская волость   | Славковская волость        |
| 431 | 154 | Малая Радунка         | 1             | 0             | Славковская волость          | Гальчихинская волость    | Славковская волость        |
| 432 | 155 | Малое Заборовье       | 13            | 15            | Славковская волость          | Славковская волость      | Славковская волость        |
| 433 | 156 | Малые Заходы          | 9             | 12            | Славковская волость          | Славковская волость      | Славковская волость        |
| 434 | 157 | Малые Пети            | 33            | 23            | Славковская волость          | Славковская волость      | Славковская волость        |
| 435 | 158 | Малый Бельск          | 7             | 5             | Славковская волость          | Верхнемостская волость   | Верхнемостская волость     |
| 436 | 159 | Малый Волочек         | 10            | 9             | Славковская волость          | Славковская волость      | Славковская волость        |
| 437 | 160 | Малый Низ             | 3             | 3             | Славковская волость          | Славковская волость      | Славковская волость        |
| 438 | 161 | Махновка              | 59            | 60            | Славковская волость          | Митрофановская волость   | Славковская волость        |
| 439 | 162 | Мачково               | 22            | 16            | Славковская волость          | Луковищенская волость    | Туготинская волость        |
| 440 | 163 | Медведица             | 6             | 6             | Славковская волость          | Гальчихинская волость    | Славковская волость        |
| 441 | 164 | Межник                | 9             | 7             | Славковская волость          | Луковищенская волость    | Туготинская волость        |
| 442 | 165 | Мельница              | 2             | 0             | Славковская волость          | Гальчихинская волость    | Славковская волость        |
| 443 | 166 | Мигуново              | 19            | 21            | Славковская волость          | Верхнемостская волость   | Верхнемостская волость     |
| 444 | 167 | Мироново              | 2             | 2             | Славковская волость          | Митрофановская волость   | Славковская волость        |
| 445 | 168 | Михалкино             | 10            | 10            | Славковская волость          | Верхнемостская волость   | Верхнемостская волость     |
| 446 | 169 | Мишкино               | 19            | 17            | Славковская волость          | Митрофановская волость   | Славковская волость        |
| 447 | 170 | Молонец               | 24            | 21            | Славковская волость          | Славковская волость      | Славковская волость        |
| 448 | 171 | Молочище              | 56            | 59            | Славковская волость          | Зареченская волость      | Туготинская волость        |
| 449 | 172 | Моньшино              | 40            | 42            | Славковская волость          | Гальчихинская волость    | Славковская волость        |
| 450 | 173 | Москва                | 13            | 12            | Славковская волость          | Митрофановская волость   | Славковская волость        |
| 451 | 174 | Мошки                 | 4             | 9             | Славковская волость          | Митрофановская волость   | Славковская волость        |
| 452 | 175 | Муксино               | 10            | 5             | Славковская волость          | Верхнемостская волость   | Верхнемостская волость     |
| 453 | 176 | Мурашкино             | 3             | 0             | Славковская волость          | Митрофановская волость   | Славковская волость        |
| 454 | 177 | Мышино                | 5             | 4             | Славковская волость          | Митрофановская волость   | Славковская волость        |
| 455 | 178 | Нароново              | 2             | 0             | Славковская волость          | Верхнемостская волость   | Верхнемостская волость     |
| 456 | 179 | Никулино              | 9             | 4             | Славковская волость          | Верхнемостская волость   | Верхнемостская волость     |
| 457 | 180 | Новая Нива            | 14            | 12            | Славковская волость          | Верхнемостская волость   | Верхнемостская волость     |
| 458 | 181 | Новая Подгорша        | 9             | 6             | Славковская волость          | Славковская волость      | Славковская волость        |
| 459 | 182 | Новожилы              | 5             | 5             | Славковская волость          | Митрофановская волость   | Славковская волость        |
| 460 | 183 | Ольхово               | 31            | 29            | Славковская волость          | Славковская волость      | Славковская волость        |
| 461 | 184 | Осиновичи             | 10            | 8             | Славковская волость          | Верхнемостская волость   | Верхнемостская волость     |
| 462 | 185 | Оснюги                | 1             | 0             | Славковская волость          | Верхнемостская волость   | Верхнемостская волость     |
| 463 | 186 | Осташево              | 1             | 1             | Славковская волость          | Славковская волость      | Славковская волость        |
| 464 | 187 | Павлиха               | 17            | 9             | Славковская волость          | Славковская волость      | Славковская волость        |
| 465 | 188 | Переровно             | 12            | 17            | Славковская волость          | Туготинская волость      | Туготинская волость        |
| 466 | 189 | Петриково             | 20            | 20            | Славковская волость          | Туготинская волость      | Туготинская волость        |
| 467 | 190 | Петрово               | 0             | 0             | Славковская волость          | Верхнемостская волость   | Верхнемостская волость     |
| 468 | 191 | Печково               | 14            | 17            | Славковская волость          | Туготинская волость      | Туготинская волость        |
| 469 | 192 | Пещивицы              | 13            | 12            | Славковская волость          | Верхнемостская волость   | Верхнемостская волость     |
| 470 | 193 | Платаново             | 7             | 8             | Славковская волость          | Верхнемостская волость   | Верхнемостская волость     |
| 471 | 194 | Плешково              | 0             | 0             | Славковская волость          | Верхнемостская волость   | Верхнемостская волость     |
| 472 | 195 | Плоха                 | 5             | 5             | Славковская волость          | Верхнемостская волость   | Верхнемостская волость     |
| 473 | 196 | Погиблово             | 11            | 12            | Славковская волость          | Славковская волость      | Славковская волость        |
| 474 | 197 | Погорелка             | 1             | 6             | Славковская волость          | Гальчихинская волость    | Славковская волость        |
| 475 | 198 | Погорелка             | 4             | 4             | Славковская волость          | Митрофановская волость   | Славковская волость        |
| 476 | 199 | Подберезно            | 4             | 5             | Славковская волость          | Славковская волость      | Славковская волость        |
| 477 | 200 | Подвишенье            | 4             | 8             | Славковская волость          | Верхнемостская волость   | Верхнемостская волость     |
| 478 | 201 | Подгорье              | 0             | 1             | Славковская волость          | Славковская волость      | Славковская волость        |
| 479 | 202 | Поддубница            | 24            | 18            | Славковская волость          | Славковская волость      | Славковская волость        |
| 480 | 203 | Подзнои               | 2             | 0             | Славковская волость          | Митрофановская волость   | Славковская волость        |
| 481 | 204 | Подзорово             | 11            | 13            | Славковская волость          | Славковская волость      | Славковская волость        |
| 482 | 205 | Подлипно              | 0             | 0             | Славковская волость          | Митрофановская волость   | Славковская волость        |
| 483 | 206 | Подоклинье            | 68            | 55            | Славковская волость          | Зареченская волость      | Туготинская волость        |
| 484 | 207 | Подсадье              | 7             | 6             | Славковская волость          | Верхнемостская волость   | Верхнемостская волость     |
| 485 | 208 | Подсевы               | 228           | 199           | Славковская волость          | Славковская волость      | Славковская волость        |
| 486 | 209 | Подсухи               | 22            | 22            | Славковская волость          | Луковищенская волость    | Туготинская волость        |
| 487 | 210 | Пожни                 | 1             | 0             | Славковская волость          | Митрофановская волость   | Славковская волость        |
| 488 | 211 | Позолотино            | 7             | 7             | Славковская волость          | Верхнемостская волость   | Верхнемостская волость     |
| 489 | 212 | Полянка               | 9             | 2             | Славковская волость          | Верхнемостская волость   | Верхнемостская волость     |
| 490 | 213 | Похново               | 20            | 16            | Славковская волость          | Славковская волость      | Славковская волость        |
| 491 | 214 | Пуково                | 291           | 230           | Славковская волость          | Славковская волость      | Славковская волость        |
| 492 | 215 | Пустой Бор            | 24            | 24            | Славковская волость          | Зареченская волость      | Туготинская волость        |
| 493 | 216 | Пустошка              | 3             | 3             | Славковская волость          | Верхнемостская волость   | Верхнемостская волость     |
| 494 | 217 | Пущеницы              |               | 0             | Славковская волость          | Верхнемостская волость   | Верхнемостская волость     |
| 495 | 218 | Пяшино                | 11            | 8             | Славковская волость          | Верхнемостская волость   | Верхнемостская волость     |
| 496 | 219 | Раково                | 9             | 1             | Славковская волость          | Гальчихинская волость    | Славковская волость        |
| 497 | 220 | Рассадники            | 13            | 17            | Славковская волость          | Туготинская волость      | Туготинская волость        |
| 498 | 221 | Репшено               | 3             | 3             | Славковская волость          | Митрофановская волость   | Славковская волость        |
| 499 | 222 | Рогихино              | 23            | 21            | Славковская волость          | Славковская волость      | Славковская волость        |
| 500 | 223 | Рожнево               | 1             | 0             | Славковская волость          | Митрофановская волость   | Славковская волость        |
| 501 | 224 | Рожницкое Заречье     | 11            | 7             | Славковская волость          | Гальчихинская волость    | Славковская волость        |
| 502 | 225 | Рысцево               | 60            | 48            | Славковская волость          | Гальчихинская волость    | Славковская волость        |
| 503 | 226 | Сакирино              | 13            | 11            | Славковская волость          | Верхнемостская волость   | Верхнемостская волость     |
| 504 | 227 | Селище                | 2             | 1             | Славковская волость          | Зареченская волость      | Туготинская волость        |
| 505 | 228 | Селы                  | 7             | 5             | Славковская волость          | Митрофановская волость   | Славковская волость        |
| 506 | 229 | Симоново              | 10            | 14            | Славковская волость          | Туготинская волость      | Туготинская волость        |
| 507 | 230 | Ситовичи              | 0             | 0             | Славковская волость          | Туготинская волость      | Туготинская волость        |
| 508 | 231 | Скрипово              | 110           | 92            | Славковская волость          | Славковская волость      | Славковская волость        |
| 509 | 232 | Славковичи, село      | 1239          | 1031          | Славковская волость          | Славковская волость      | Славковская волость        |
| 510 | 233 | Слобода               | 23            | 28            | Славковская волость          | Гальчихинская волость    | Славковская волость        |
| 511 | 234 | Слобода               | 0             | 0             | Славковская волость          | Митрофановская волость   | Славковская волость        |
| 512 | 235 | Сосново               | 26            | 23            | Славковская волость          | Луковищенская волость    | Туготинская волость        |
| 513 | 236 | Сосонье               | 40            | 43            | Славковская волость          | Туготинская волость      | Туготинская волость        |
| 514 | 237 | Спасское Заречье      | 4             | 2             | Славковская волость          | Гальчихинская волость    | Славковская волость        |
| 515 | 238 | Степаново             | 4             | 4             | Славковская волость          | Митрофановская волость   | Славковская волость        |
| 516 | 239 | Столыпино             | 37            | 43            | Славковская волость          | Митрофановская волость   | Славковская волость        |
| 517 | 240 | Сумско                | 26            | 37            | Славковская волость          | Славковская волость      | Славковская волость        |
| 518 | 241 | Терептино             | 59            | 54            | Славковская волость          | Луковищенская волость    | Туготинская волость        |
| 519 | 242 | Тереховка             | 8             | 6             | Славковская волость          | Митрофановская волость   | Славковская волость        |
| 520 | 243 | Тетерино              | 2             | 1             | Славковская волость          | Верхнемостская волость   | Верхнемостская волость     |
| 521 | 244 | Тимохово              | 12            | 9             | Славковская волость          | Луковищенская волость    | Туготинская волость        |
| 522 | 245 | Тимошихино            | 14            | 9             | Славковская волость          | Верхнемостская волость   | Верхнемостская волость     |
| 523 | 246 | Тинеи                 | 55            | 35            | Славковская волость          | Митрофановская волость   | Славковская волость        |
| 524 | 247 | Тосницы               | 19            | 17            | Славковская волость          | Луковищенская волость    | Туготинская волость        |
| 525 | 248 | Травино               | 69            | 67            | Славковская волость          | Митрофановская волость   | Славковская волость        |
| 526 | 249 | Трофимово             | 3             | 1             | Славковская волость          | Митрофановская волость   | Славковская волость        |
| 527 | 250 | Туготино              | 21            | 15            | Славковская волость          | Туготинская волость      | Туготинская волость        |
| 528 | 251 | Турицы                | 38            | 38            | Славковская волость          | Туготинская волость      | Туготинская волость        |
| 529 | 252 | Турково               | 6             | 6             | Славковская волость          | Гальчихинская волость    | Славковская волость        |
| 530 | 253 | Угориха               | 4             | 5             | Славковская волость          | Зареченская волость      | Туготинская волость        |
| 531 | 254 | Усадище               | 5             | 3             | Славковская волость          | Верхнемостская волость   | Верхнемостская волость     |
| 532 | 255 | Усадище               | 2             | 0             | Славковская волость          | Митрофановская волость   | Славковская волость        |
| 533 | 256 | Ушарнево              | 29            | 22            | Славковская волость          | Верхнемостская волость   | Верхнемостская волость     |
| 534 | 257 | Федово                | 3             | 3             | Славковская волость          | Гальчихинская волость    | Славковская волость        |
| 535 | 258 | Федотово              | 10            | 15            | Славковская волость          | Верхнемостская волость   | Верхнемостская волость     |
| 536 | 259 | Феклистово            | 1             | 3             | Славковская волость          | Митрофановская волость   | Славковская волость        |
| 537 | 260 | Фишиха                | 6             | 8             | Славковская волость          | Митрофановская волость   | Славковская волость        |
| 538 | 261 | Флорево               | 5             | 0             | Славковская волость          | Гальчихинская волость    | Славковская волость        |
| 539 | 262 | Харижи                | 5             | 3             | Славковская волость          | Зареченская волость      | Туготинская волость        |
| 540 | 263 | Харино                | 6             | 7             | Славковская волость          | Митрофановская волость   | Славковская волость        |
| 541 | 264 | Хилово                | 730           | 642           | Славковская волость          | Туготинская волость      | Туготинская волость        |
| 542 | 265 | Хлипицы               | 10            | 7             | Славковская волость          | Луковищенская волость    | Туготинская волость        |
| 543 | 266 | Хлуполово             | 4             | 4             | Славковская волость          | Луковищенская волость    | Туготинская волость        |
| 544 | 267 | Хозяиново             | 13            | 9             | Славковская волость          | Верхнемостская волость   | Верхнемостская волость     |
| 545 | 268 | Хударево              | 3             | 2             | Славковская волость          | Митрофановская волость   | Славковская волость        |
| 546 | 269 | Царево                | 22            | 19            | Славковская волость          | Славковская волость      | Славковская волость        |
| 547 | 270 | Цвигозово             | 3             | 2             | Славковская волость          | Митрофановская волость   | Славковская волость        |
| 548 | 271 | Через-Межник          | 2             | 1             | Славковская волость          | Верхнемостская волость   | Верхнемостская волость     |
| 549 | 272 | Шанево                | 5             | 8             | Славковская волость          | Славковская волость      | Славковская волость        |
| 550 | 273 | Шахново               | 1             | 0             | Славковская волость          | Гальчихинская волость    | Славковская волость        |
| 551 | 274 | Шелешни               | 23            | 16            | Славковская волость          | Митрофановская волость   | Славковская волость        |
| 552 | 275 | Шемякино              | 46            | 42            | Славковская волость          | Верхнемостская волость   | Верхнемостская волость     |
| 553 | 276 | Шитиково              | 0             | 0             | Славковская волость          | Гальчихинская волость    | Славковская волость        |
| 554 | 277 | Шмойлово              | 154           | 143           | Славковская волость          | Верхнемостская волость   | Верхнемостская волость     |
| 555 | 278 | Шумаи                 | 6             | 5             | Славковская волость          | Митрофановская волость   | Славковская волость        |
| 556 | 279 | Щерино                | 1             | 1             | Славковская волость          | Митрофановская волость   | Славковская волость        |
| 557 | 280 | Щучно                 | 68            | 53            | Славковская волость          | Зареченская волость      | Туготинская волость        |
| 558 | 281 | Эскино                | 2             | 6             | Славковская волость          | Луковищенская волость    | Туготинская волость        |
| 559 | 282 | Юрино                 | 43            | 25            | Славковская волость          | Митрофановская волость   | Славковская волость        |